# Enicospilus duckworthi
Enicospilus duckworthi là một loài tò vò trong họ Ichneumonidae.